# Amagansett
Amagansett is een plaats (census-designated place) in de Amerikaanse staat New York, en valt bestuurlijk gezien onder East Hampton, Suffolk County.

## Demografie
Bij de volkstelling in 2000 werd het aantal inwoners vastgesteld op 1067.

## Geografie
Volgens het United States Census Bureau beslaat de plaats een oppervlakte van
20,8 km², waarvan 16,3 km² land en 4,5 km² water.

## Plaatsen in de nabije omgeving
De onderstaande figuur toont nabijgelegen plaatsen in een straal van 8 km rond Amagansett.